# Szumen (gmina)
Szumen (bułg. Община Шумен) – gmina w północno-wschodniej Bułgarii, w obwodzie Szumen.

## Miejscowości
Miejscowości wchodzące w skład gminy Szumen:
- Bełokopitowo (bułg.: Белокопитово),
- Błagowo (bułg.: Благово),
- Carew brod (bułg.: Царев брод),
- Czerencza (bułg.: Черенча),
- Dibicz (bułg.: Дибич),
- Drumewo (bułg.: Друмево),
- Gradiszte (bułg.: Градище),
- Ilija Błyskowo (bułg.: Илия Блъсково),
- Iwanski (bułg.: Ивански),
- Kładanec (bułg.: Кладенец),
- Konjowec (bułg.: Коньовец),
- Kostena reka (bułg.: Костена река),
- Łozewo (bułg.: Лозево),
- Madara (bułg.: Мадара),
- Marasz (bułg.: Мараш),
- Nowoseł (bułg.: Новосел),
- Owczarowo (bułg.: Овчарово),
- Panajot Wołowo (bułg.: Панайот-Волово),
- Radko Dimitriewo (bułg.: Радко Димитриево),
- Sałmanowo (bułg.: Салманово),
- Srednja (bułg.: Средня),
- Struino (bułg.: Струино),
- Szumen (bułg.: Шумен) − siedziba gminy,
- Wasił Drumew (bułg.: Васил Друмев),
- Wechtowo (bułg.: Вехтово),
- Welino (bułg.: Велино),
- Wetriszte (bułg.: Ветрище).